# 咸美·泰米拿
咸美·泰米拿（Hamid Termina，1977年1月5日—），是摩洛哥的足球運動員，司職中場，他在2009年1月正式為這支黎巴嫩球會效力，此前曾替德甲球會科特布斯上陣過三場賽事。

## 連結
- （德文） Profile at transfermarkt.de[永久]